# José Luis Amaro
José Luis Amaro (Córdoba, 1954) es un poeta español.
Inició su trayectoria poética colaborando con el grupo poético Zubia. Posteriormente fue fundador y editor, junto con los poetas Rafael Álvarez Merlo y Francisco Gálvez, de la revista de poesía Antorcha de Paja (1973-1983), hoy considerada como una de las más representativas de la Generación del 70 en la poesía española del último cuarto de siglo. Ha compaginado su trayectoria como poeta con la de editor.
Sus poemas se recogen en diferentes antologías, y entre los críticos que se han ocupado de su obra se encuentran Enrique Molina Campos, Pedro Ruiz Pérez, Pedro Roso, Magdalena Roldán y Ángel Estévez Molinero.

## Publicaciones

### Poesía
- Erosión de los espejos (Córdoba, edición de autor, 1981). 60 páginas, ISBN 84-300-4278-4.
- Despojos de la noche (Córdoba, edición de autor, 1983). 58 páginas, ISBN 84-398-0003-7.
- Huellas en el cristal (Córdoba, edición de autor, 1984). 48 páginas, ISBN 84-398-1638-3.
- Poemas sacramentales (Córdoba, Suplementos. Antorcha de Paja, 1986). 54 páginas, ISBN 84-398-6396-9.
- Pretérito imperfecto (Córdoba, Cuadernos de la Posada, 1992). 16 páginas, ISBN 84-87158-32-3. Plaquette.
- Muerte de un ilusionista (Madrid, Libertarias-Prodhufi, 1993). 64 páginas, ISBN 84-7683-260-5.
- Latidos de Nueva York (Córdoba, Trayectoria de Navegantes, 1997. 24 páginas, ISBN 84-922757-0-7. Plaquette.
- La piel de los días (Madrid, Huerga y Fierro, 1998). 64 páginas, ISBN 84-89858-90-X.
- Fronteras de niebla (Barcelona, DVD, 1999). 96 páginas, ISBN 84-95007-20-7.
- Carretera (Córdoba, Plurabelle, 2003). 48 páginas, ISBN 84-932945-3-5.
- La fábrica de humo (Córdoba, Plurabelle, 2006. 95 páginas, ISBN 84-933871-9-3.

### Inclusiones en antologías de poesía y libros colectivos
- Degeneración del 70. Antología de poetas heterodoxos andaluces Córdoba, Antorcha de Paja, 1978). 127 páginas. ISBN 84-300-0363-0.
- Del lecho y la poesía Córdoba, Antorcha de Paja, 1985). 40 páginas, ISBN 84-398-3497-7.
- Poemas de Solana del Sacristán  Córdoba, Trayectoria de Navegantes, 1998). 42 páginas, ISBN 84-922366-1-2.